# Előszállás
Előszállás är en ort i Ungern.   Den ligger i provinsen Fejér, i den centrala delen av landet, 80 km söder om huvudstaden Budapest. Előszállás ligger 107 meter över havet och antalet invånare är 2 556.
Terrängen runt Előszállás är platt. Runt Előszállás är det ganska tätbefolkat, med 70 invånare per kvadratkilometer. Närmaste större samhälle är Dunaújváros, 16,9 km nordost om Előszállás. Trakten runt Előszállás består till största delen av jordbruksmark.